# Criminals Hall of Fame
The Criminals Hall of Fame Wax Museum – gabinet figur woskowych poświęcony znanym kryminalistom, istniejący w latach 1977-2014 w Ontario i promowany jako Galeria Sławy Kryminalistów.

## Historia
Temat muzeum został wybrany w wyniku ankiety przeprowadzonej przez dwóch braci, którzy chcieli stworzyć atrakcję turystyczną w mieście Niagara Falls w kanadyjskiej prowincji Ontario. W tym czasie w Niagara Falls było niewiele atrakcji turystycznych. Gabinet figur woskowych przedstawiających słynnych kryminalistów został założony latem 1977 przy ulicy 5751 Victoria Avenue.
Na początku w muzeum  znajdowało się 18 figur woskowych. Z czasem ich liczba wzrosła do ponad 40. Odwzorowani zostali nie tylko słynni kryminaliści, ale także typowe dla nich otoczenia, a niekiedy także osoby z nimi związane. Na przykład na wystawie Johna Wilkesa Bootha znajdował się również zabity przez niego Abraham Lincoln. Muzeum oferowało odwiedzającym również poznanie historii tych przestępców i różne metody egzekucji, takie jak krzesło elektryczne, komora gazowa i powieszenie.
W 1999 figura Adolfa Hitlera została ukradziona z muzeum. Nigdy nie została odnaleziona. Później zastąpiono ją nowszą figurą.
Muzeum zostało zamknięte w 2014, kiedy jego właściciel Don Lombardi postanowił przejść na emeryturę.
W 2016 ponad 30 figur woskowych oraz różne rekwizyty wykorzystywane w muzeum zostały wystawione na lokalnej aukcji w St. Catharines przez Niagara Falls Exchange. Uczestniczyć w niej można było także za pośrednictwem Kijiji oraz Craigslist. Wśród figur wystawionych na aukcji były: Al Capone, John Dillinger, John Wayne Gacy, Ed Gein, Adolf Hitler, Jesse James, Ted Kaczynski, Charles Manson, Timothy McVeigh i Abraham Lincoln.

## Figury woskowe

### Seryjni i masowi zabójcy
- Elżbieta Batory
- David Berkowitz
- Ted Bundy
- Jeffrey Dahmer
- John Wayne Gacy
- Ed Gein
- Richard Kuklinski
- Charles Manson
- Timothy McVeigh
- Kuba Rozpruwacz
- Albert DeSalvo
- Herman Webster Mudget[9]

### Mafiozi
- Albert Anastasia
- Al Capone
- John Gotti
- Lucky Luciano[9]
- Bugsy Siegel[10]
- Dutch Shultz
- Bugsy Siegel[9]
- Roger Touhy[11]
- Joe Valachi[9]

### Bandyci Dzikiego Zachodu
- Billy Kid
- Butch Cassidy
- John Wesly Hardin
- Jesse James
- Sundance Kid[9]

### Gangsterzy dwudziestolecia międzywojennego
- Baby Face Nelson
- Bonnie i Clyde
- John Dillinger
- Machine Gun Kelly
- Pretty Boy Floyd[9]

### Postacie fikcyjne
- Darth Vader[12]
- Freddy Kruger
- Leatherface[9]
- Hannibal Lecter[12]
- Michael Myers
- Jason Voorhees[9]

### Inni
- Lizzie Bordan – oskarżona o brutalne morderstwo osoba, której proces był nagłaśniany przez media
- John Wilkes Booth – zabójca prezydenta Stanów Zjednoczonych Abrahama Lincolna
- Czarnobrody – pirat
- Gary Gilmore – pierwsza osoba stracona w Stanach Zjednoczonych po przywróceniu kary śmierci w tym kraju
- Bruno Hauptman – morderca dziecka lotników Charlesa i Anne Morrow Lindbergh
- Adolf Hitler – przywódca III Rzeszy, współtwórca nazizmu
- Ted Kaczynski – terrorysta
- Robert Stroud – słynny więzień, znany jako Ptasznik z Alcatraz[9]

## Galeria

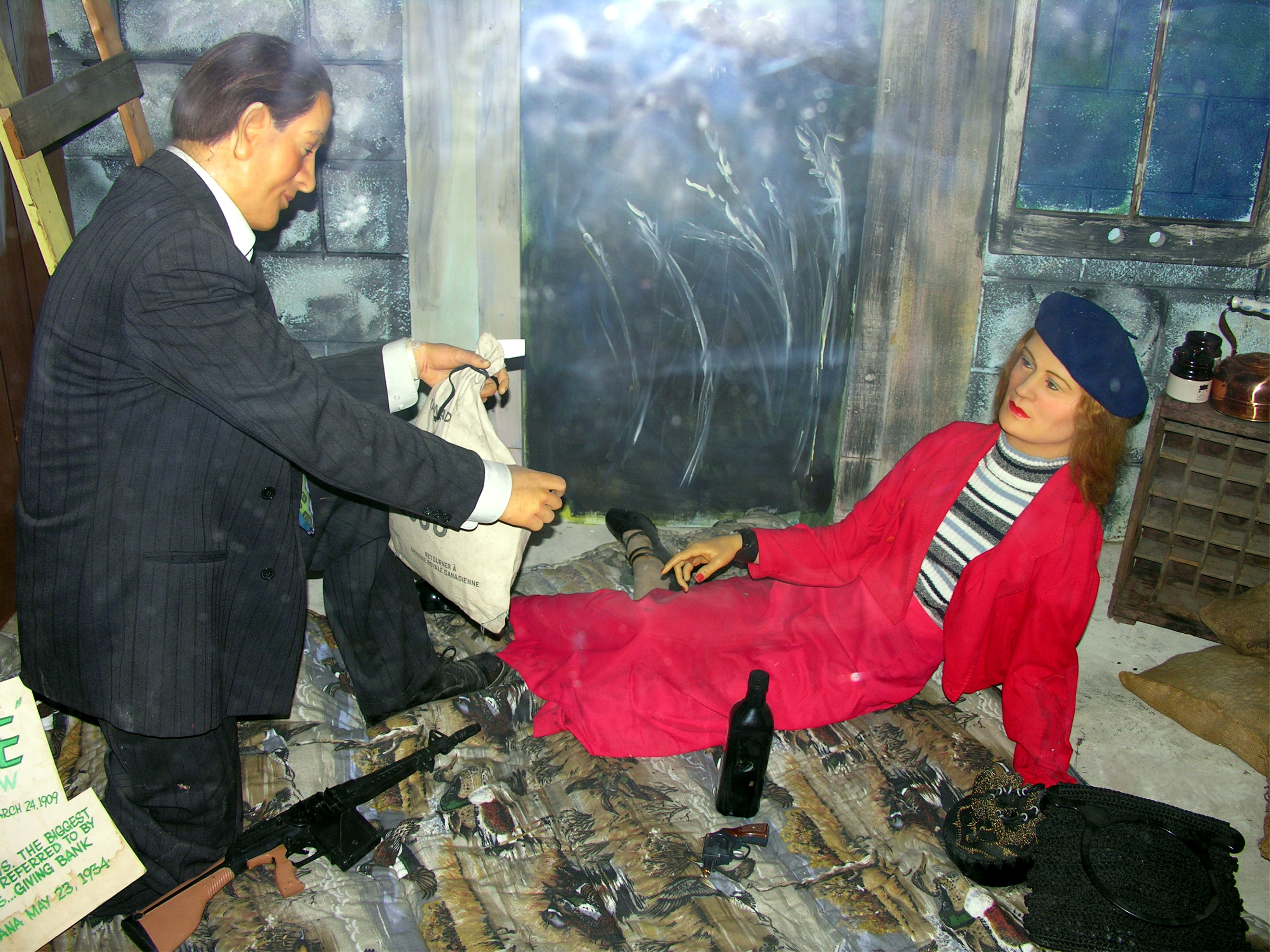
Bonnie i Clyde
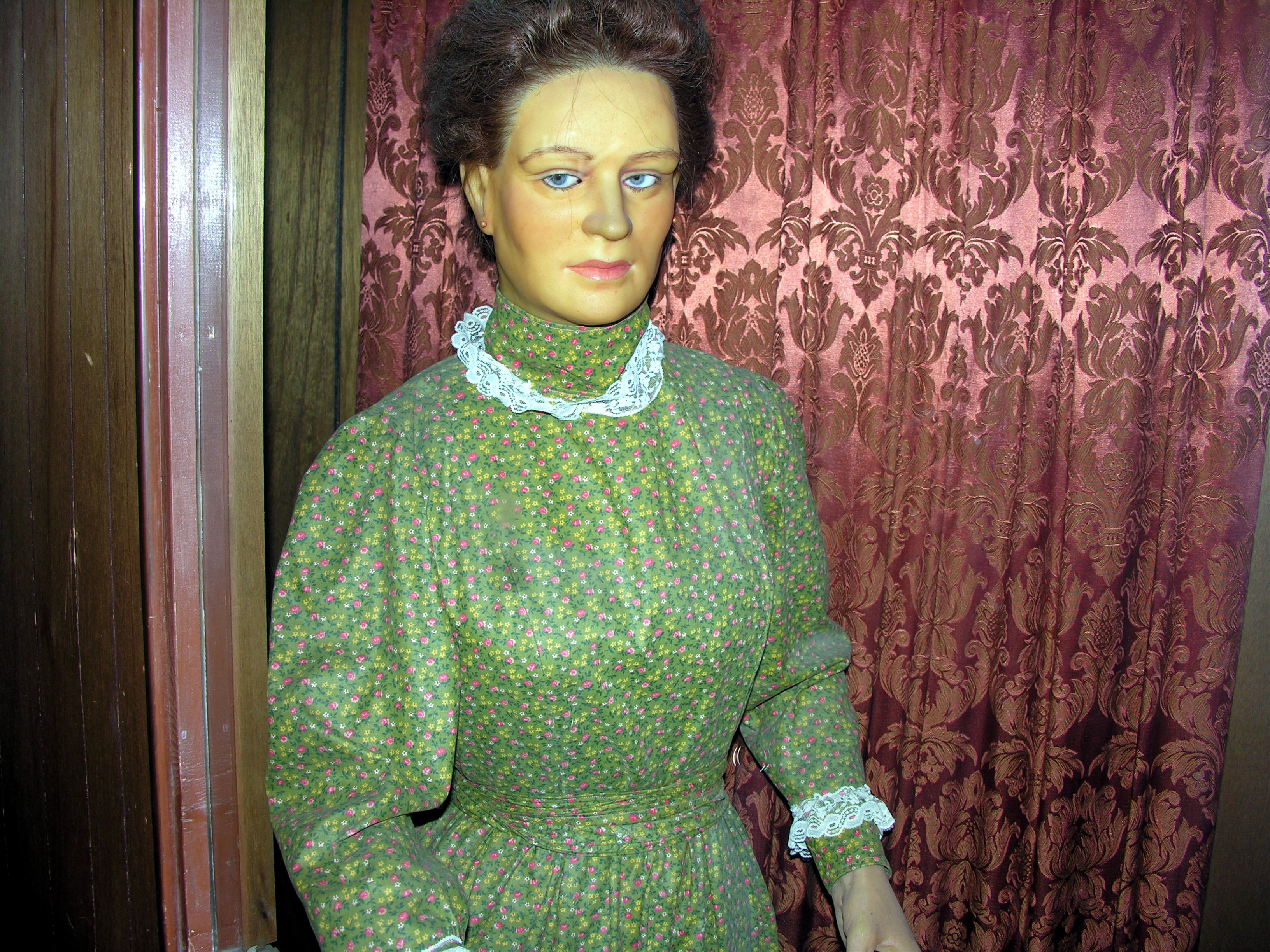
Lizzie Borden
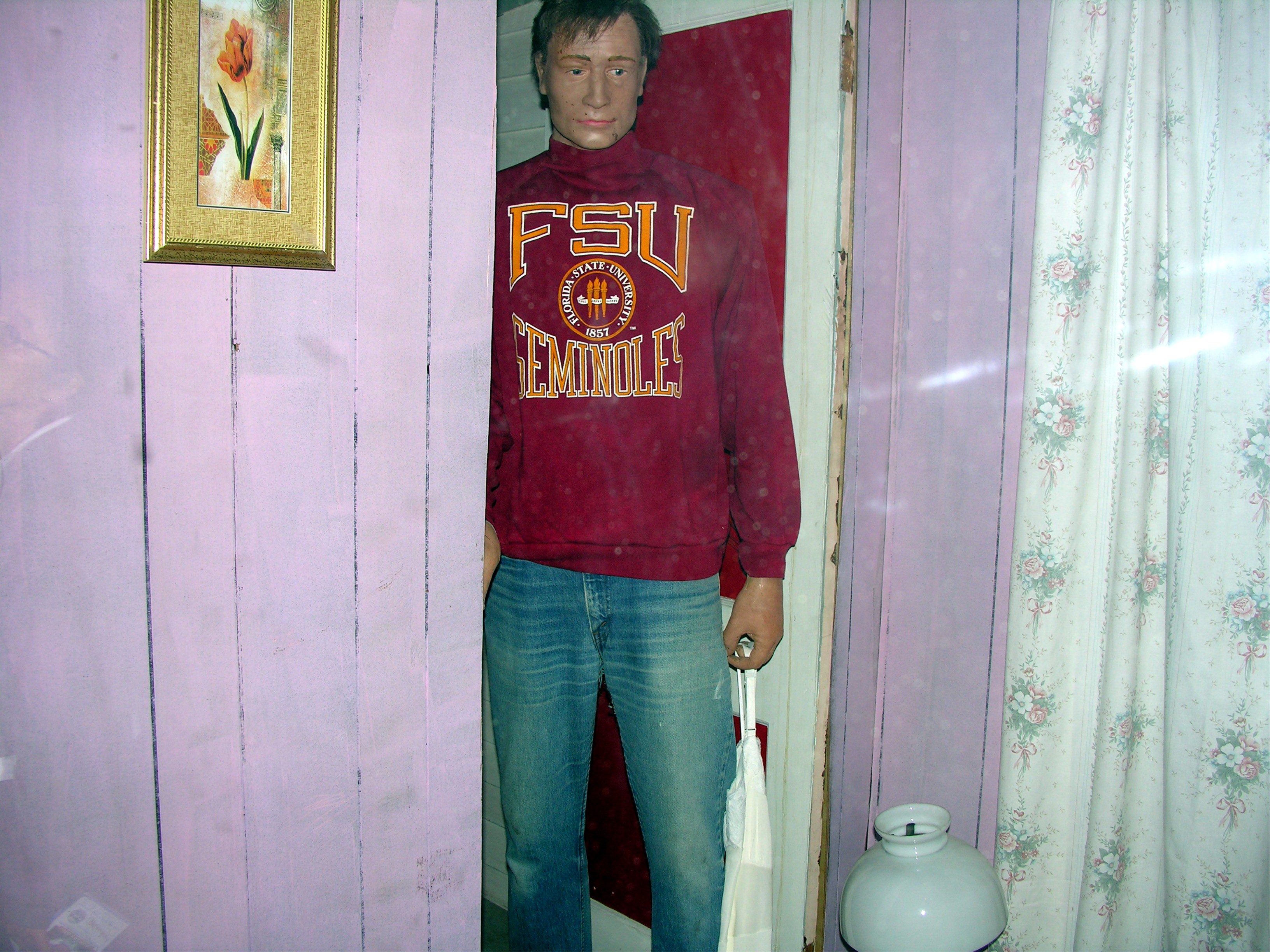
Ted Bundy
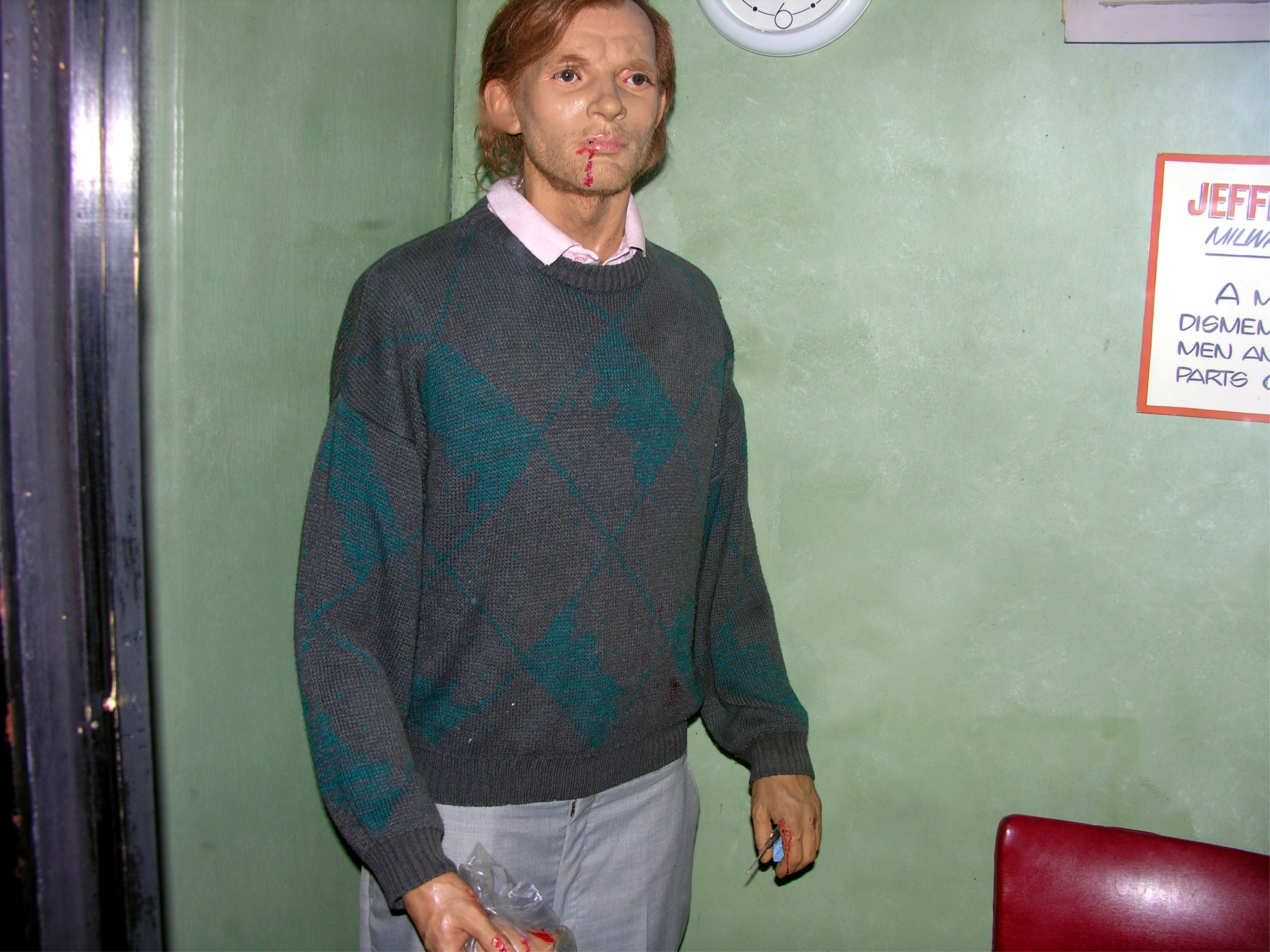
Jeffrey Dahmer
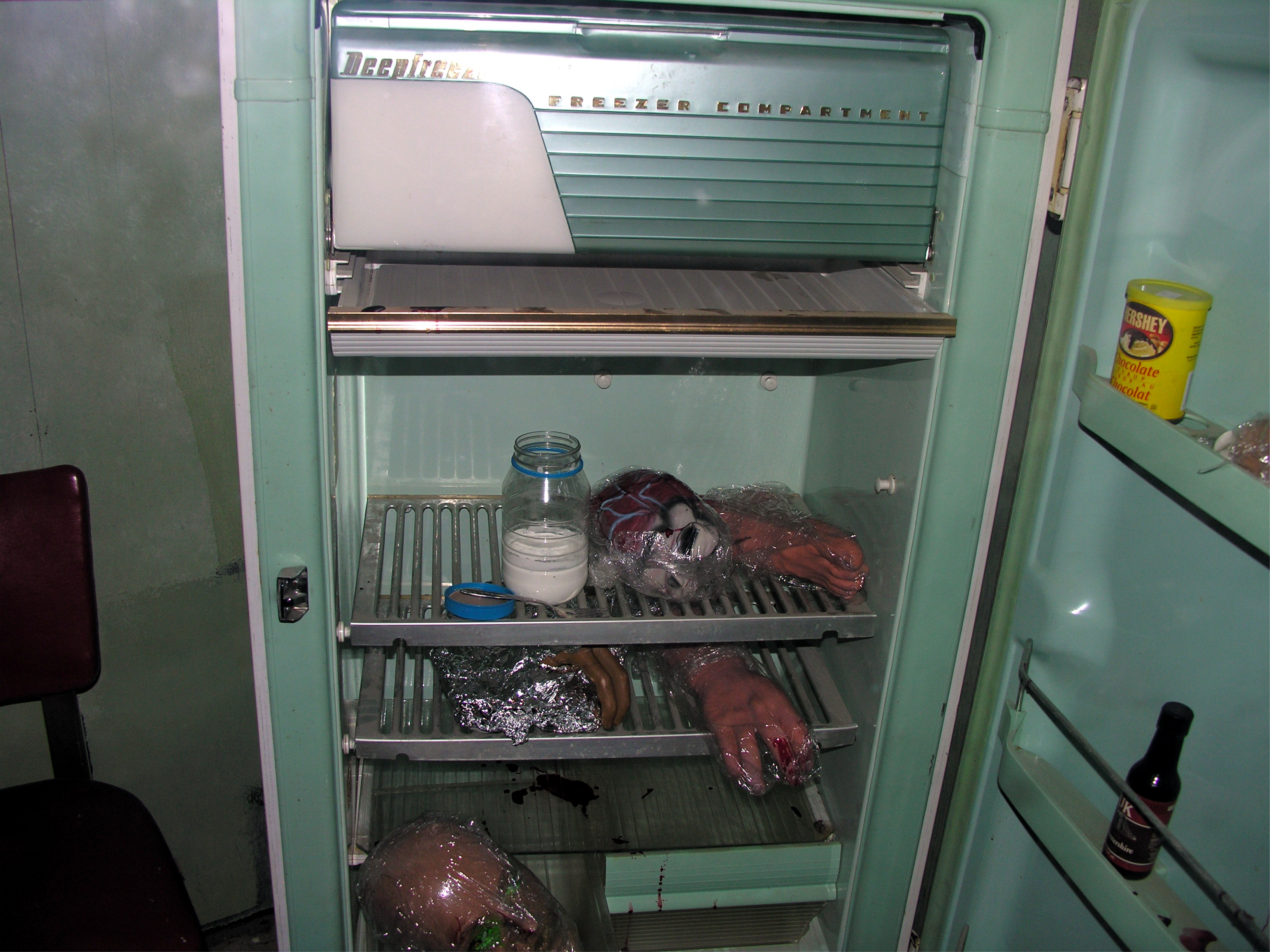
Lodówka Jeffreya Dahmera
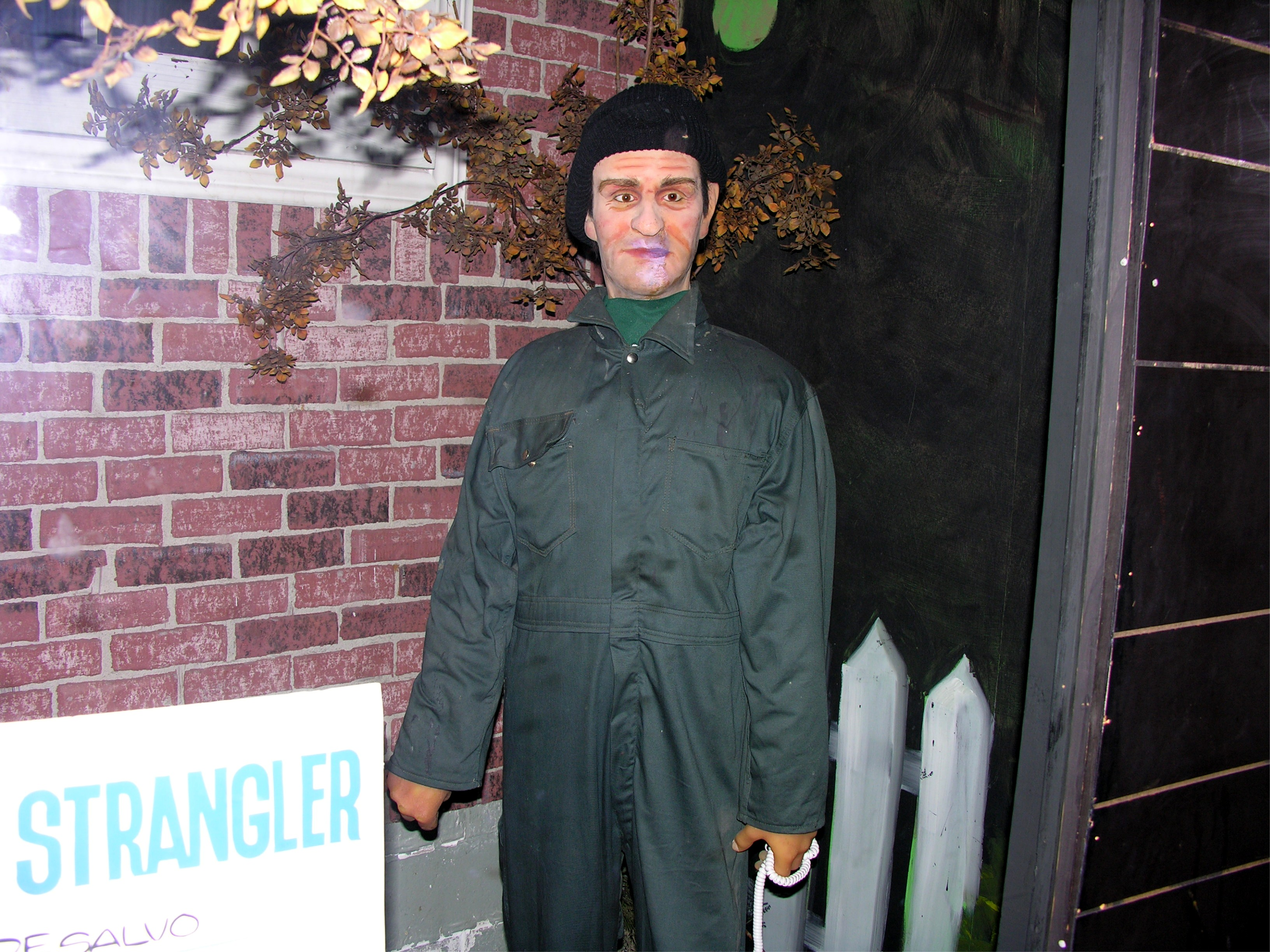
Albert DeSalvo
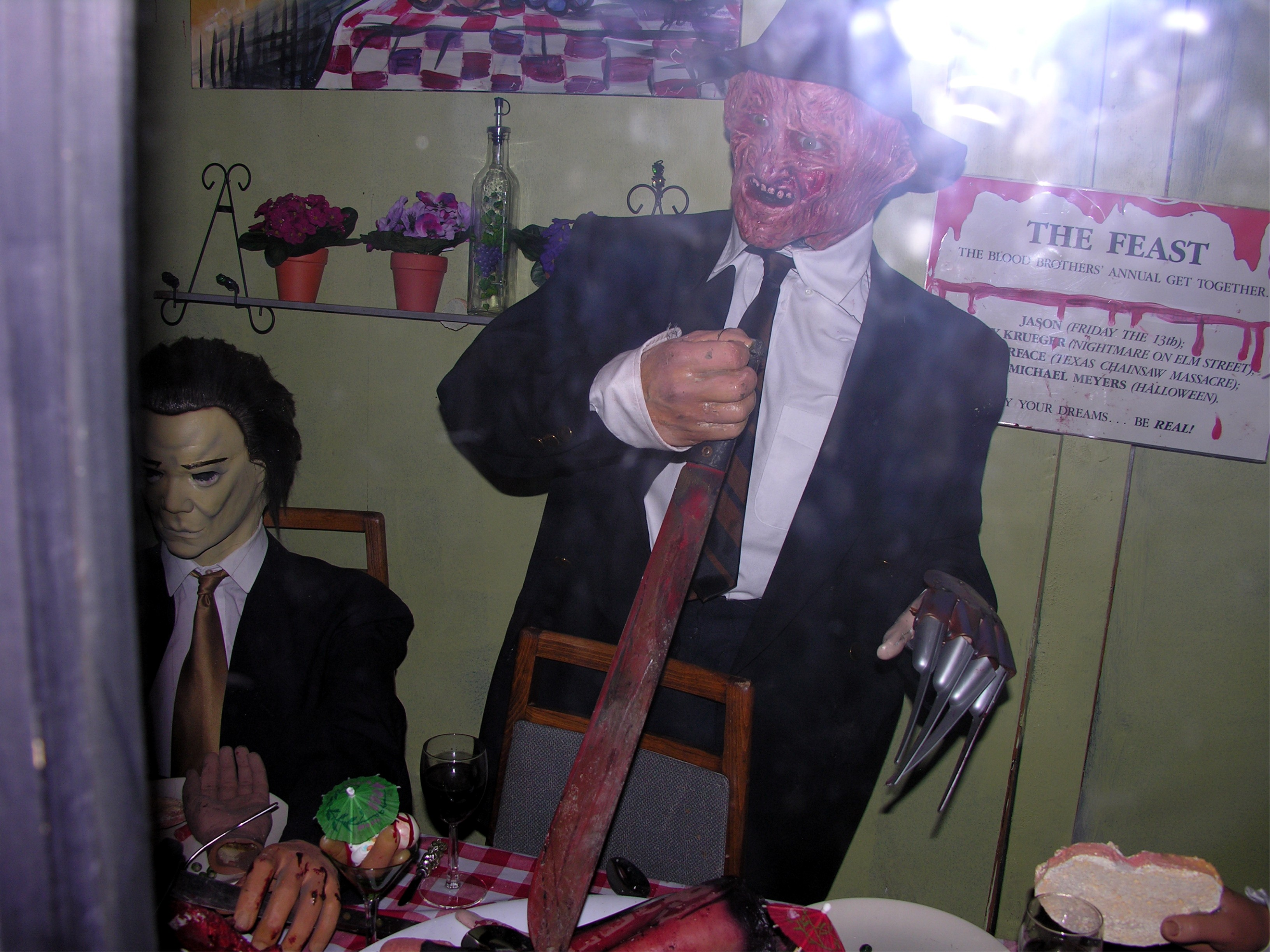
Michael Myers (z lewej) i Freddy Krueger (z prawej)
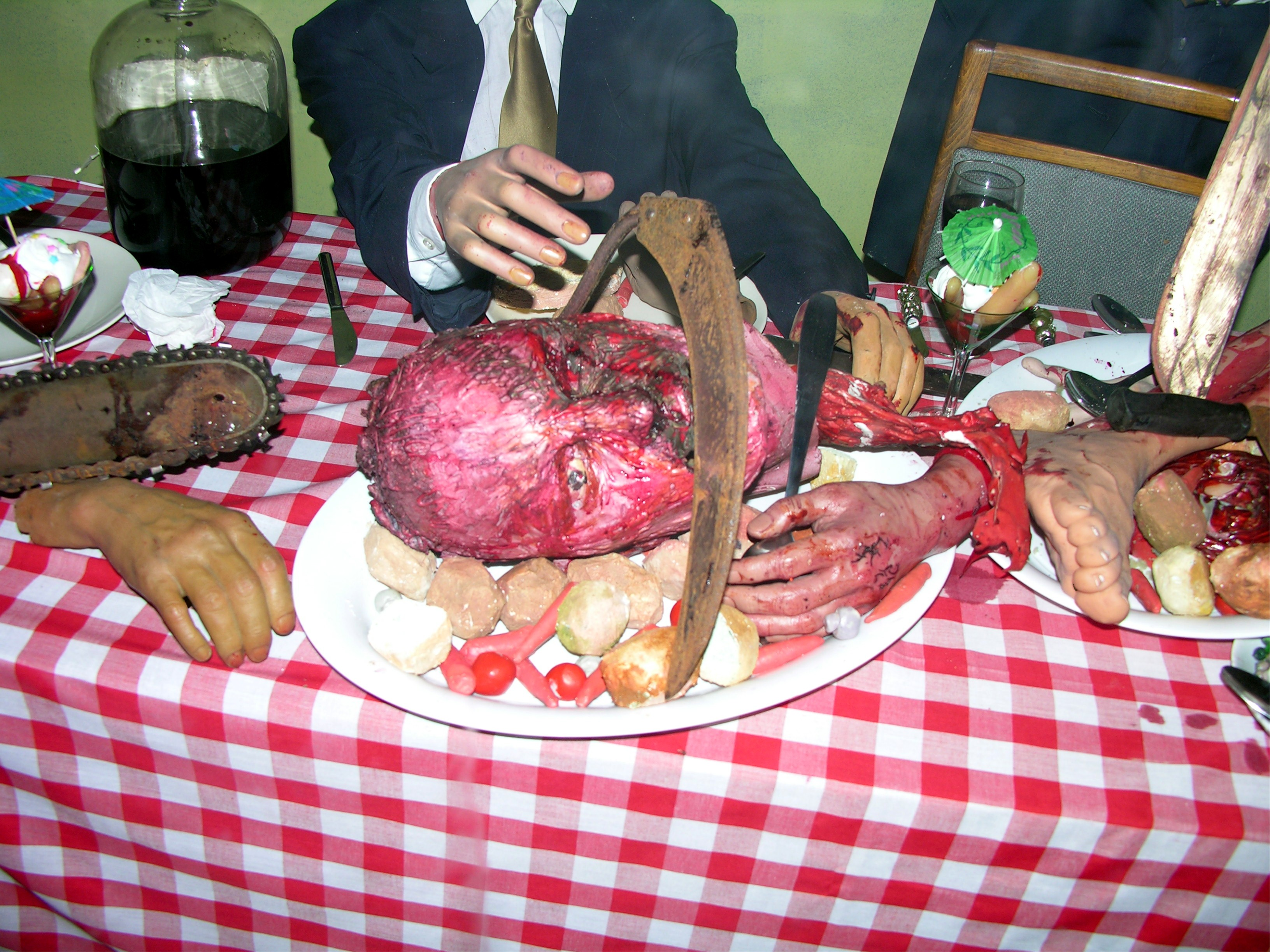
Uczta na stole fikcyjnych morderców ze slasherów (Freddy Krueger, Michaela Myersa, Jasona Voorheesa i Leatherface)
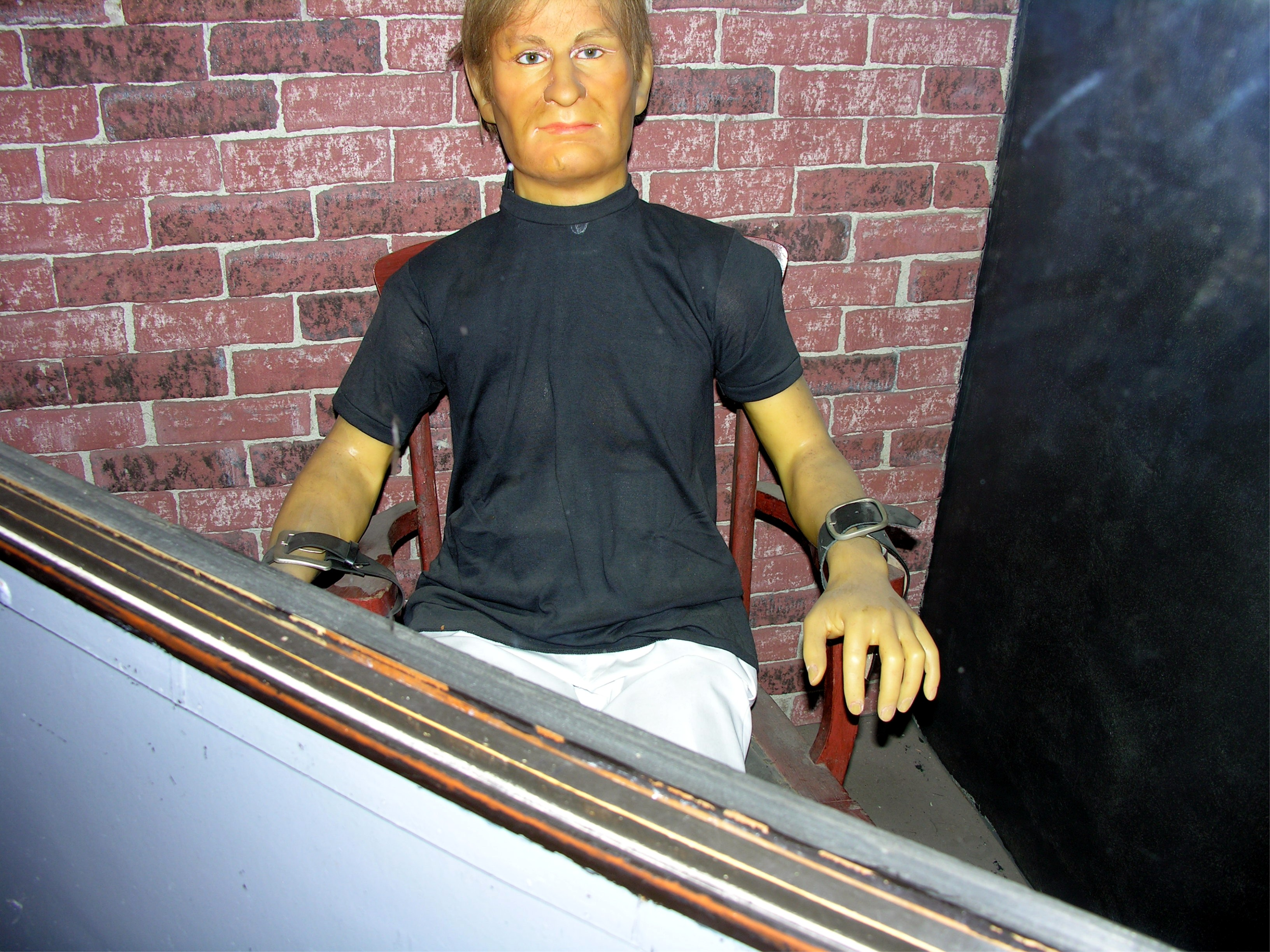
Gary Gilmore
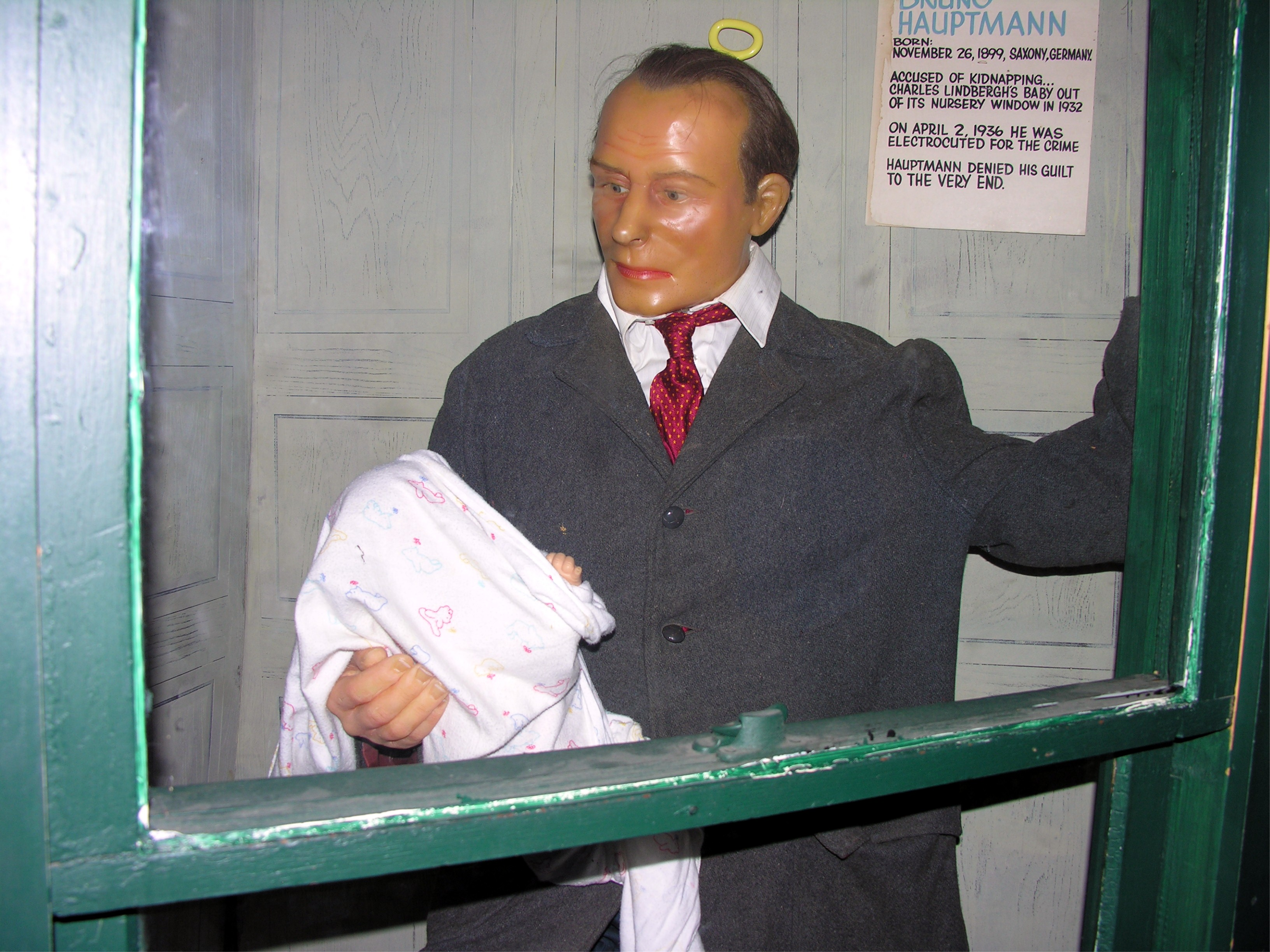
Bruno Hauptman
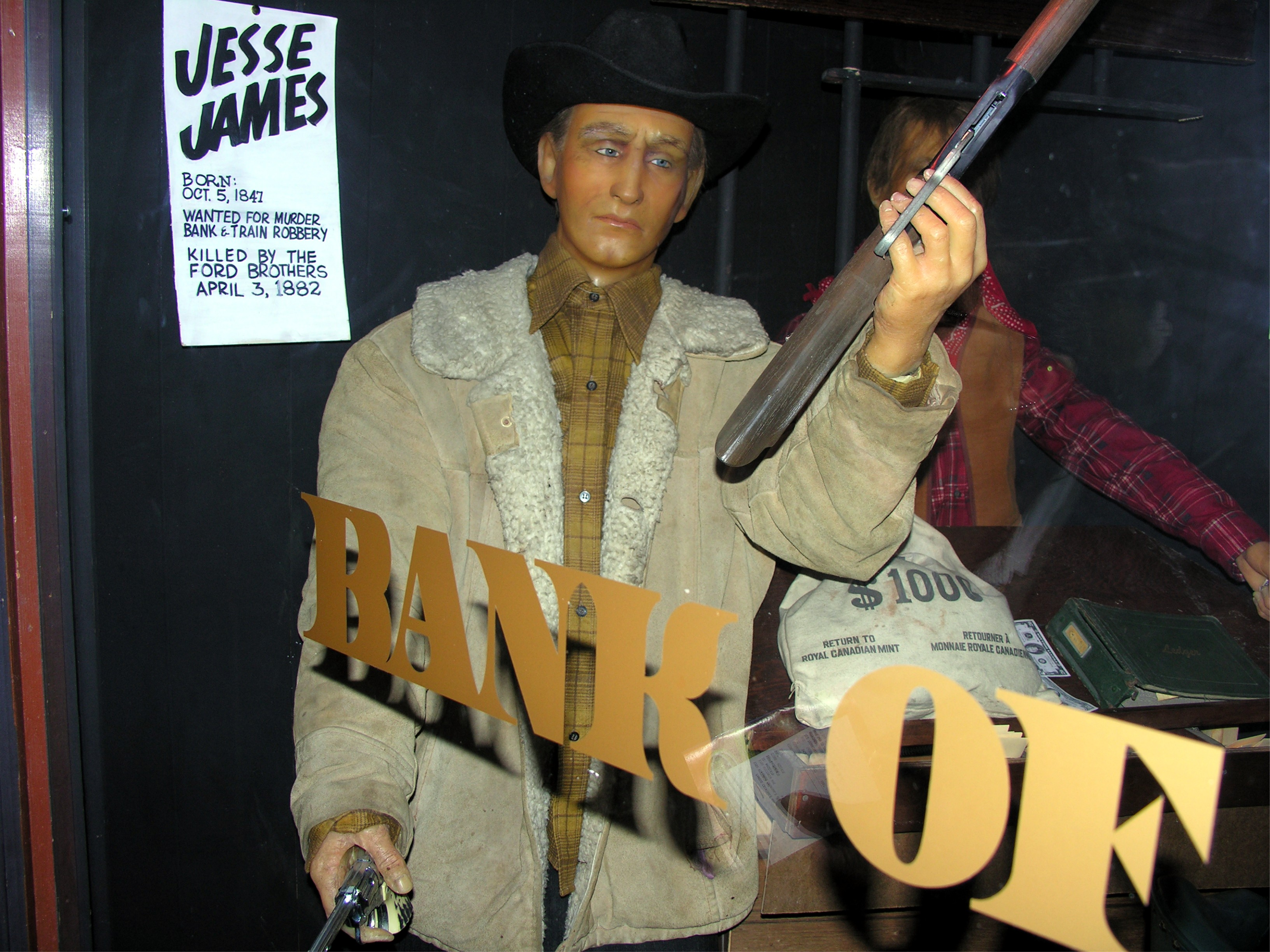
Jesse James
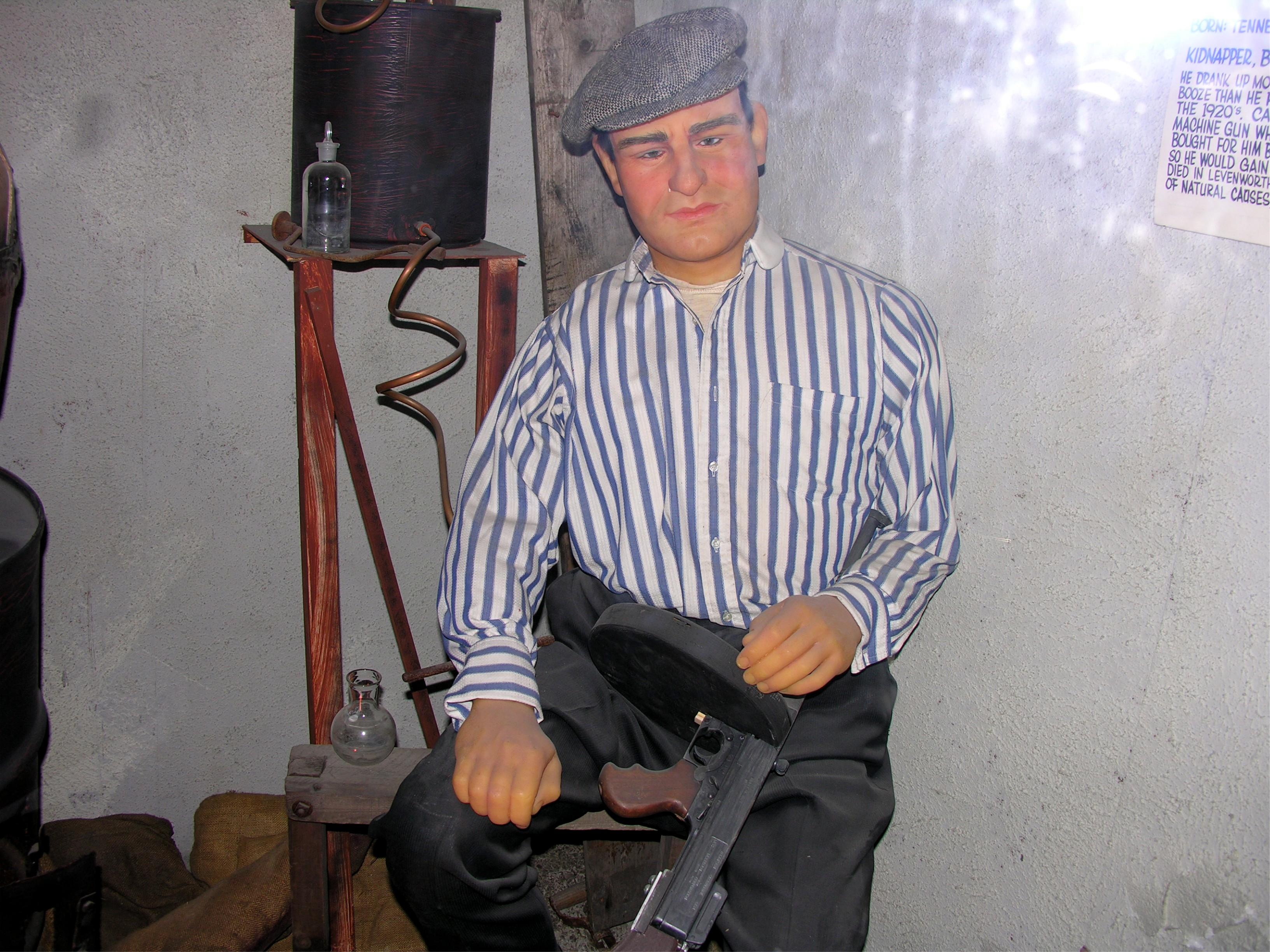
Machine Gun Kelly
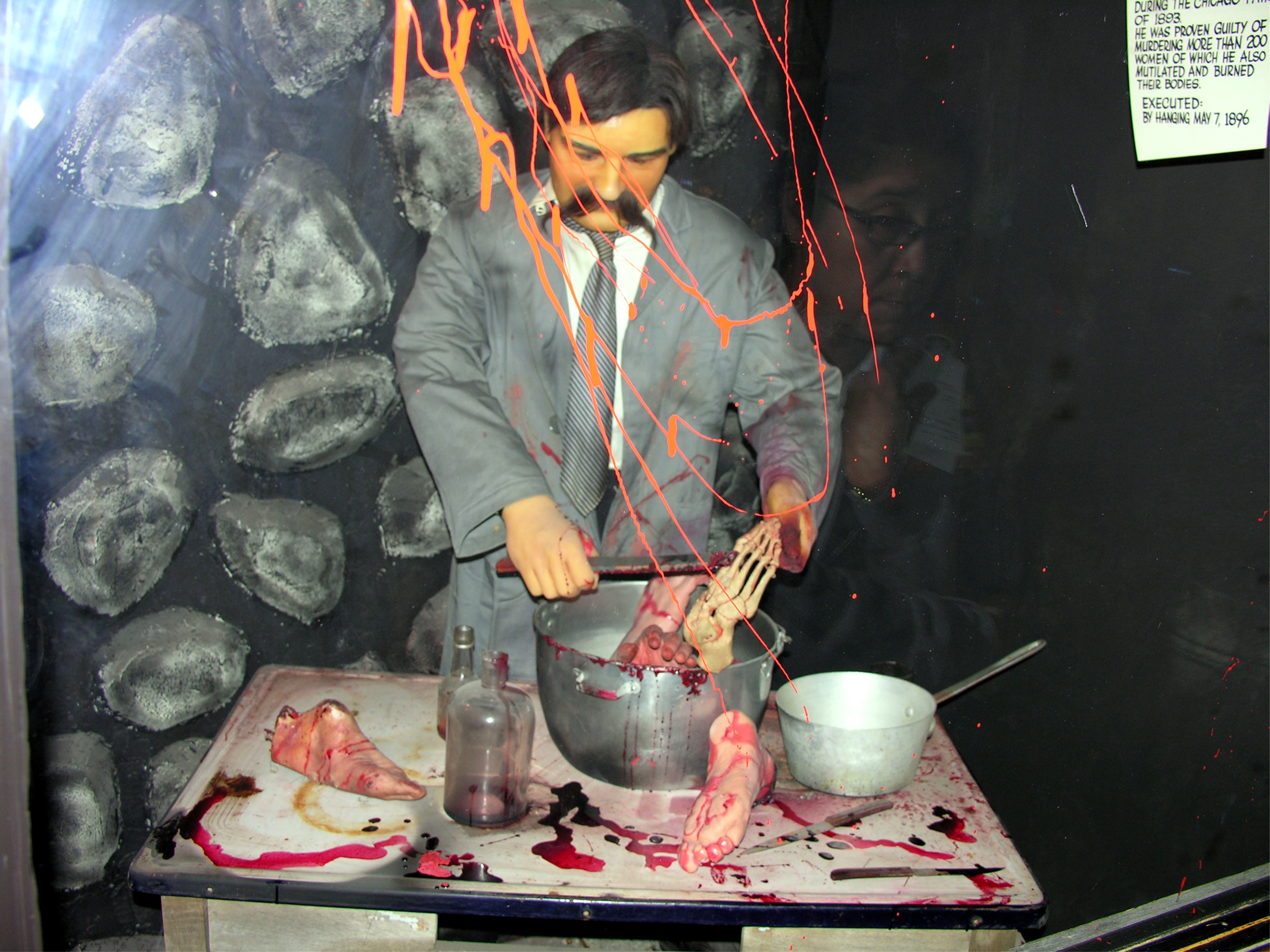
Herman Webster Mudgett
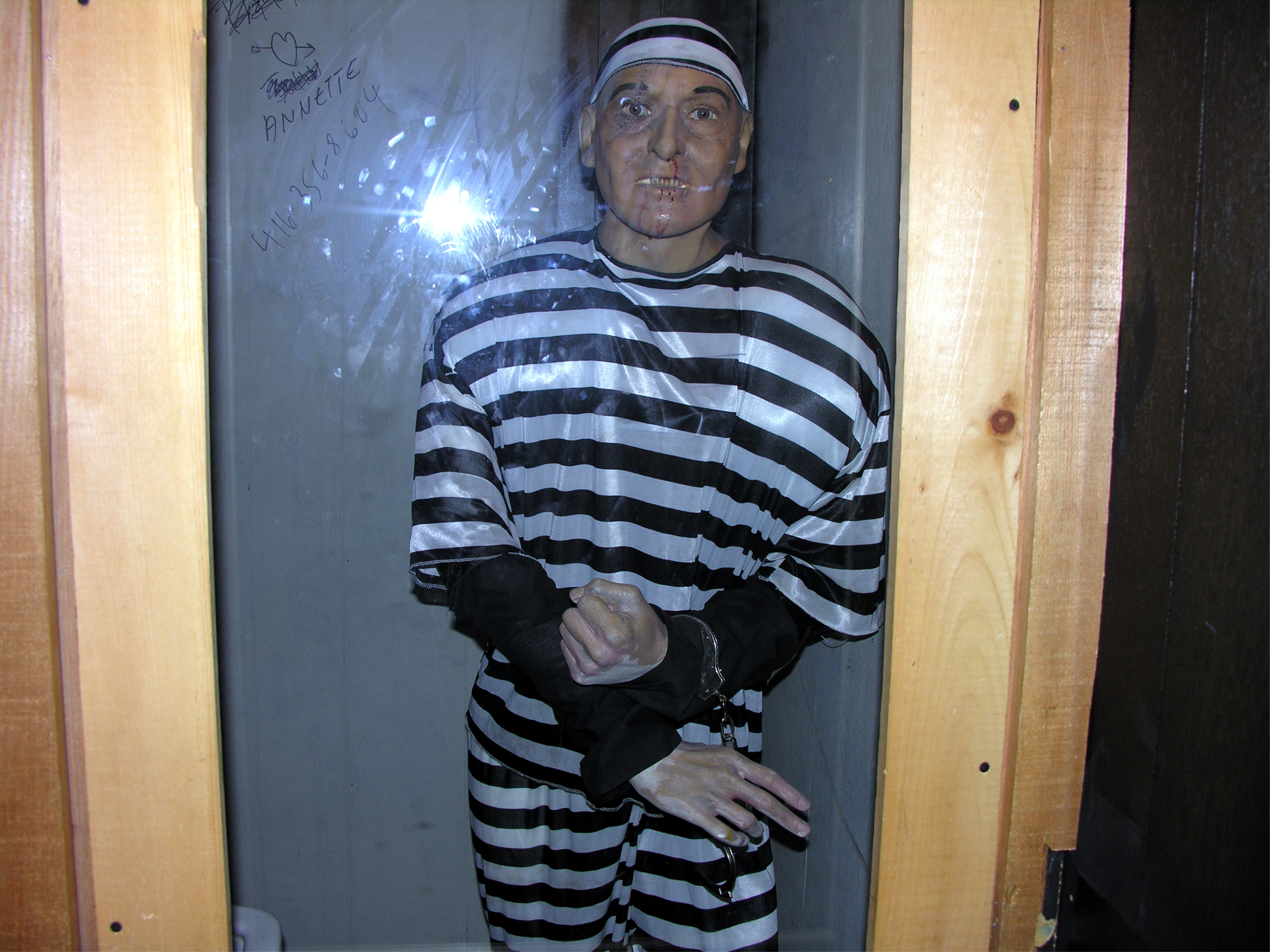
Roger Touhy
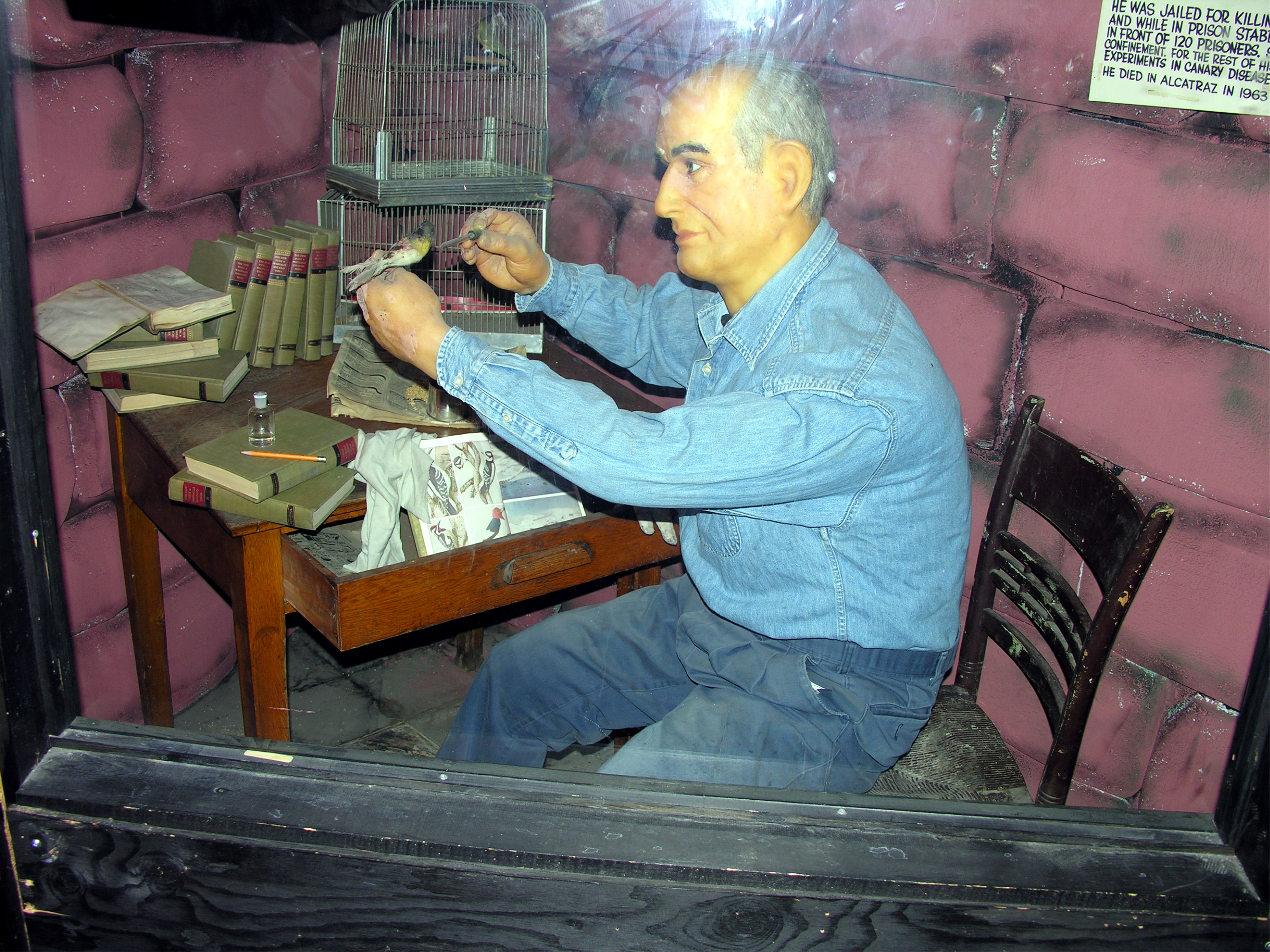
Robert Stroud
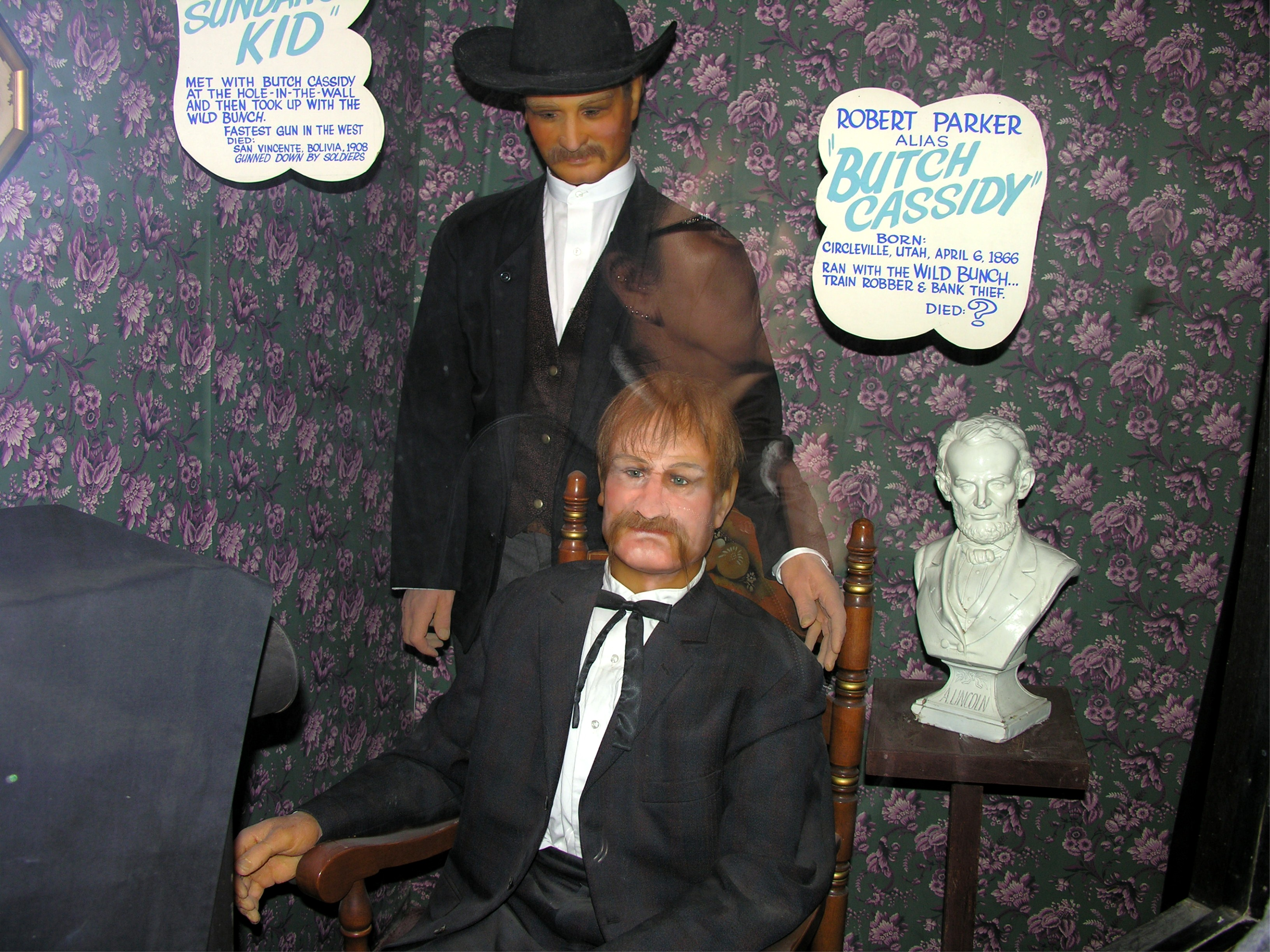
Sundance Kid (z lewej) i Butch Cassidy (z prawej)
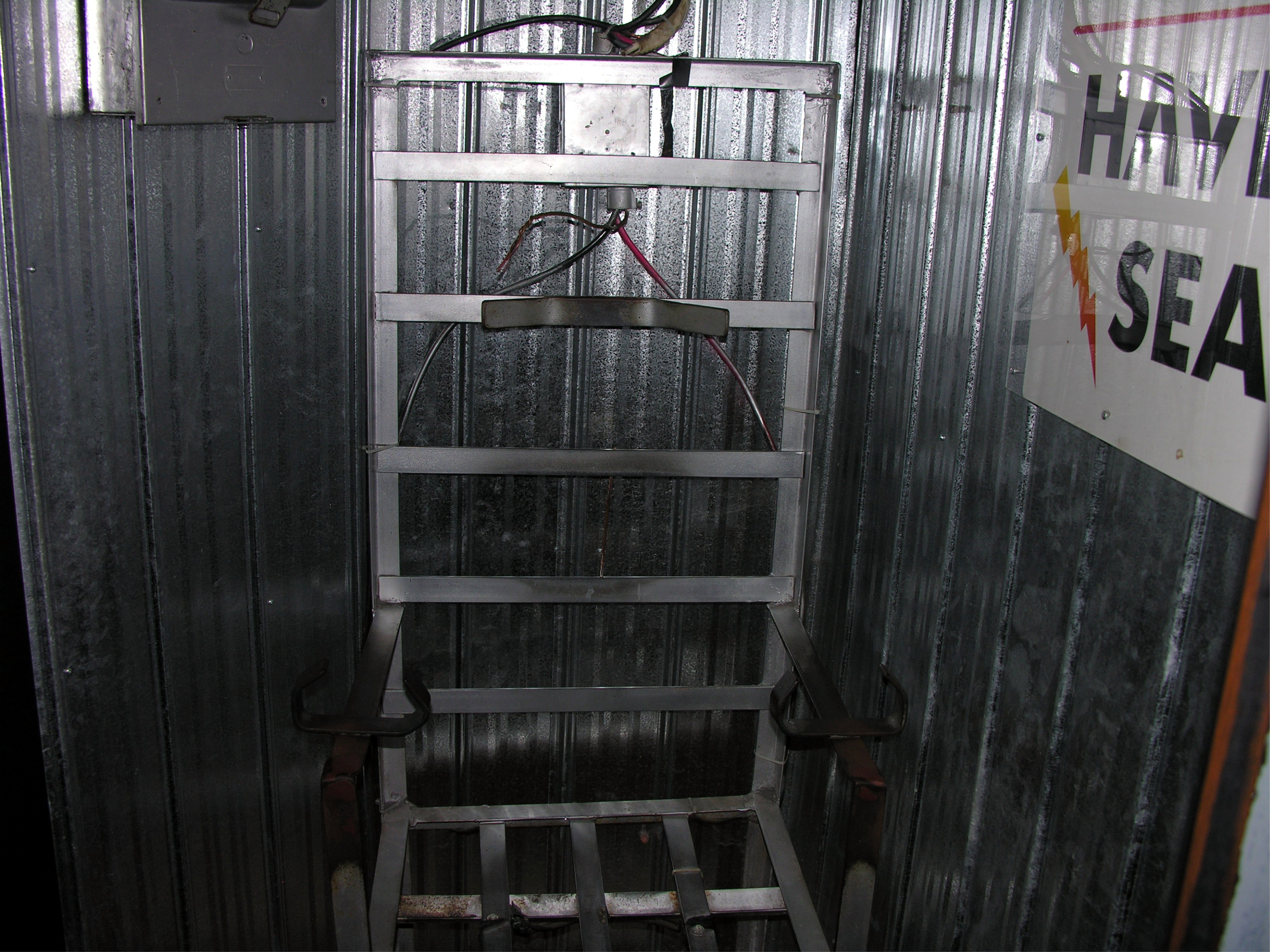
Krzesło elektryczne
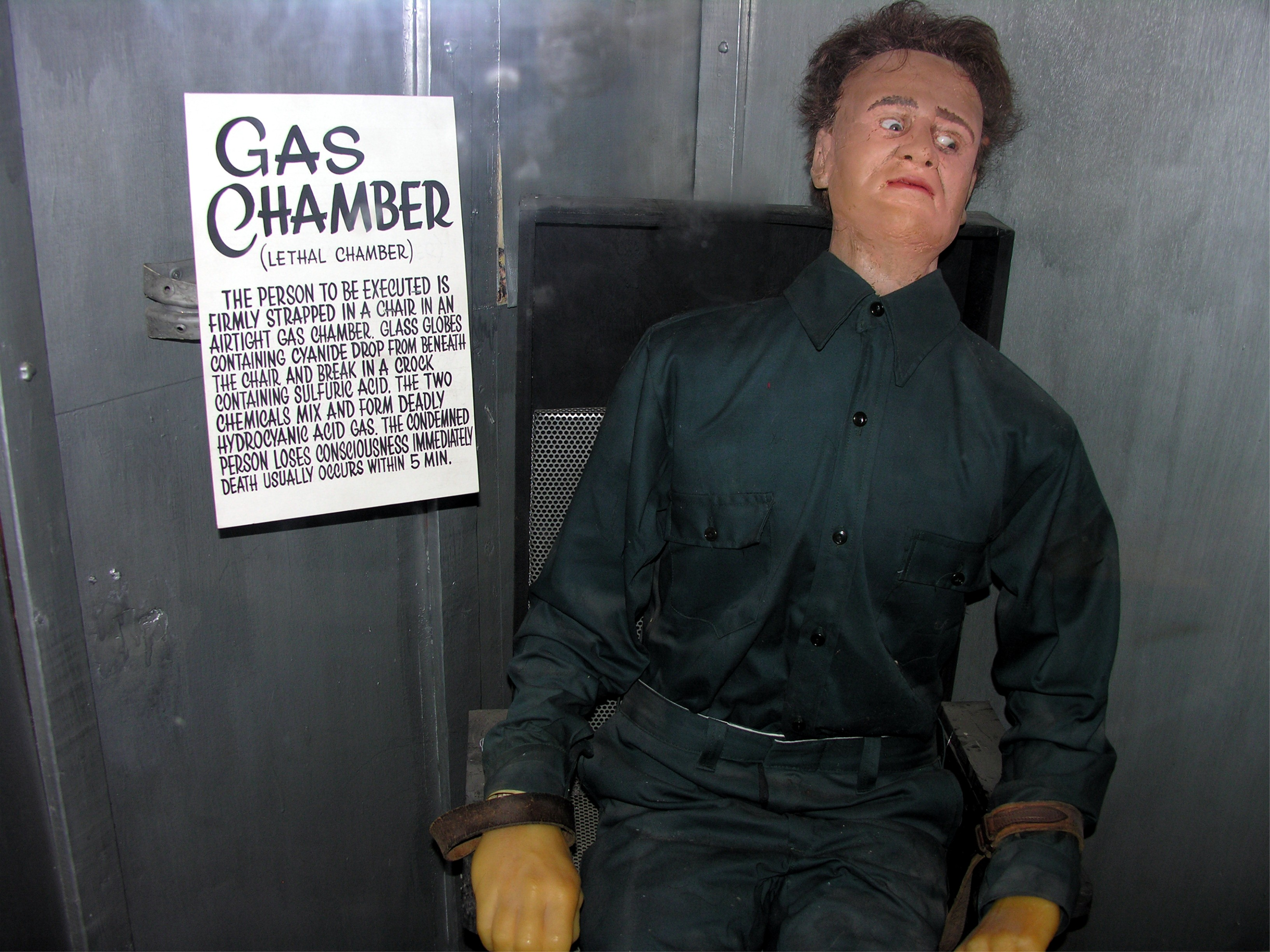
Komora gazowa
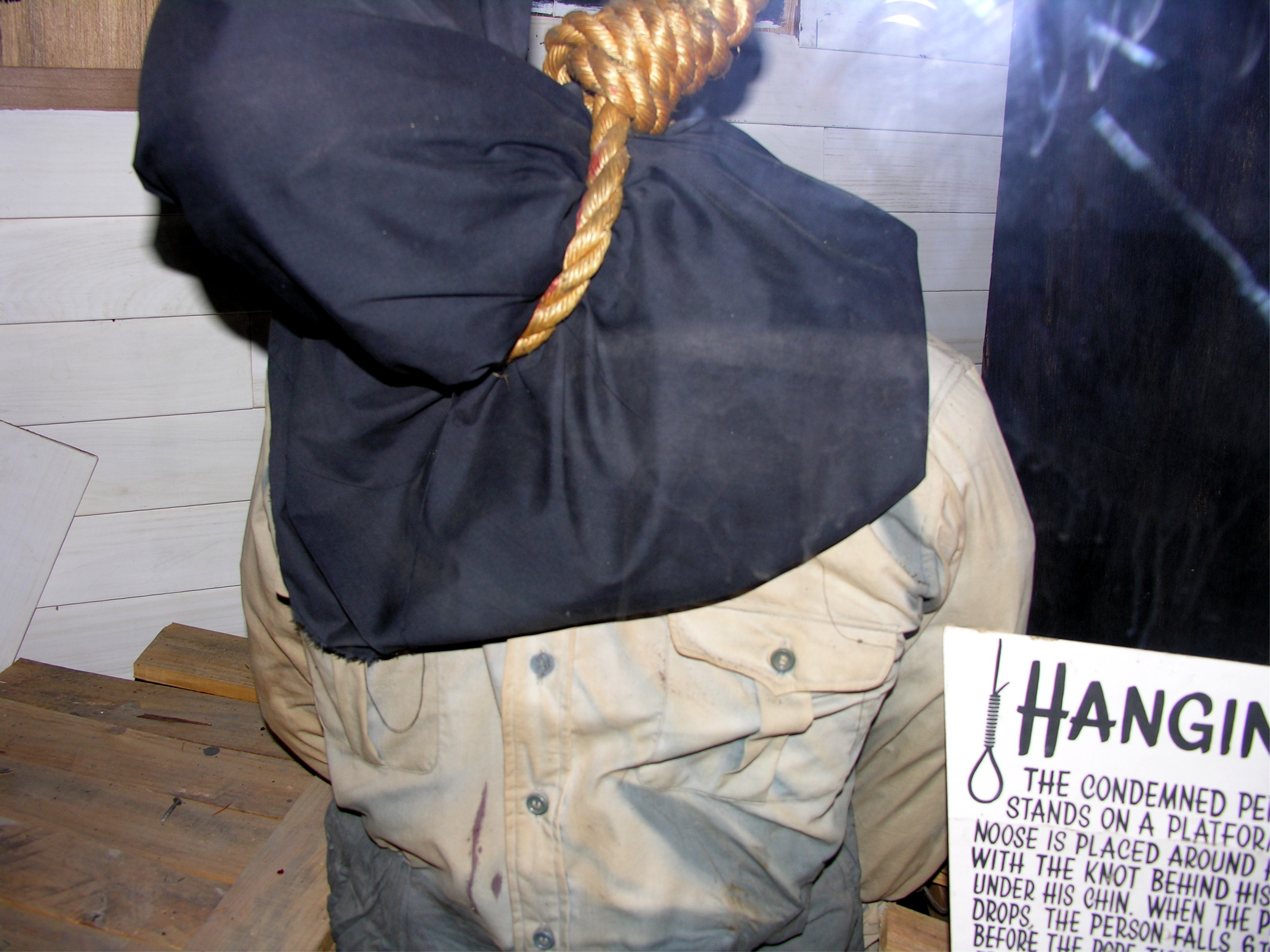
Powieszenie